# Hashim Khan
Hashim Khan (* um 1915 in Nawakille bei Peschawar; † 18. August 2014 in Aurora, Colorado, Vereinigte Staaten) war ein pakistanischer Squashspieler.

## Karriere
Hashim Khan gewann 1951 als erster Pakistaner die British Open, als er den vierfachen Titelverteidiger Mahmoud Karim im Alter von 37 mit 9:5, 9:0 und 9:0 bezwang. Bis 1958 gewann er sechs weitere Titel, den letzten mit 44 Jahren. Nur 1957 unterlag er im Endspiel seinem Cousin Roshan Khan. Beim Tournament of Champions und der United States Open Championship, heute die US Open, gewann er jeweils drei Titel. 1993 wurde er in die World Squash Hall of Fame aufgenommen.
In den 1960er-Jahren zog er nach Detroit, wo er eine Tätigkeit als Trainer aufnahm. Es folgte ein weiterer Umzug nach Denver, wo er ebenfalls Trainer war.
Neben seinem Cousin Roshan waren auch sein Bruder Azam, sein Neffe Mo und Roshans Sohn Jahangir bekannte Squashspieler. Hashim Khan hatte 16 Kinder, von denen vier die ersten Lebensjahre nicht überlebten. Sechs Söhne gingen dem Squashsport in den Vereinigten Staaten nach, darunter Sharif und Aziz.